# Buongiorno benessere
Buongiorno benessere è un programma televisivo italiano di genere medicina, spin-off di Unomattina, in onda su Rai 1 dal 5 ottobre 2014.
Il programma inizialmente andava in onda la domenica mattina, successivamente è stato spostato al sabato mattina dove attualmente va in onda dalle 10:30 alle 11:25.
Il programma è realizzato dallo studio 3 del CPTV Rai di Saxa Rubra a Roma, sebbene nella stagione 2019-2020 si sia temporaneamente trasferito nello studio 1 del Centro di produzione Rai di Via Teulada.

## Il programma
Il programma è dedicato alla salute e alla medicina. La missione primaria del programma è quella di proporre in maniera semplice stili di vita corretti all'insegna del benessere e del sorriso. Attraverso i medici ed i vari esperti della salute, il settimanale viaggia nell'alimentazione, delle novità in campo medico e e nei segreti della bellezza. Con gli inviati si gira l'Italia alla ricerca delle eccellenze riscoprendo le tradizioni semplici che il mondo invidia e che hanno fatto l'Italia.

## Edizioni
| Edizione | Periodo           | Periodo        | Puntate | Conduzione   | Regia                 | Studio                                               |
| Edizione | Inizio            | Fine           | Puntate | Conduzione   | Regia                 | Studio                                               |
| -------- | ----------------- | -------------- | ------- | ------------ | --------------------- | ---------------------------------------------------- |
| 1ª       | 5 ottobre 2014    | 19 luglio 2015 | 42      | Vira Carbone | Paola Baccini         | Studio 3 del Centro radiotelevisivo Biagio Agnes     |
| 2ª       | 17 ottobre 2015   | 9 luglio 2016  | 39      | Vira Carbone | Paola Baccini         | Studio 3 del Centro radiotelevisivo Biagio Agnes     |
| 3ª       | 1º ottobre 2016   | 8 luglio 2017  | 41      | Vira Carbone | Paola Baccini         | Studio 3 del Centro radiotelevisivo Biagio Agnes     |
| 4ª       | 16 settembre 2017 | 30 giugno 2018 | 41      | Vira Carbone | Paola Baccini         | Studio 3 del Centro radiotelevisivo Biagio Agnes     |
| 5ª       | 15 settembre 2018 | 8 giugno 2019  | 35      | Vira Carbone | Paola Baccini         | Studio 3 del Centro radiotelevisivo Biagio Agnes     |
| 6ª       | 14 settembre 2019 | 14 marzo 2020  | 25      | Vira Carbone | Alessandra De Sanctis | Studio 1 del Centro di produzione Rai di via Teulada |
| 7ª       | 12 settembre 2020 | 26 giugno 2021 | 39      | Vira Carbone | Emilia Mastroianni    | Studio 3 del Centro radiotelevisivo Biagio Agnes     |
| 8ª       | 18 settembre 2021 | 4 giugno 2022  | 34      | Vira Carbone | Emilia Mastroianni    | Studio 3 del Centro radiotelevisivo Biagio Agnes     |
| 9ª       | 17 settembre 2022 | 17 giugno 2023 | 34      | Vira Carbone | Emilia Mastroianni    | Studio 3 del Centro radiotelevisivo Biagio Agnes     |
| 10ª      | 16 settembre 2023 | 29 giugno 2024 | 39      | Vira Carbone | Emilia Mastroianni    | Studio 3 del Centro radiotelevisivo Biagio Agnes     |
| 11ª      | 14 settembre 2024 | 21 giugno 2025 | 38      | Vira Carbone | Andrea Apuzzo         | Studio 3 del Centro radiotelevisivo Biagio Agnes     |

## Audience
| Edizione | Rete televisiva | Anno      | Programmazione | Programmazione | Programmazione | Programmazione | Programmazione | Programmazione | Programmazione | Telespettatori | Share |
| Edizione | Rete televisiva | Anno      | L              | M              | M              | G              | V              | S              | D              | Telespettatori | Share |
| -------- | --------------- | --------- | -------------- | -------------- | -------------- | -------------- | -------------- | -------------- | -------------- | -------------- | ----- |
| 1ª       | Rai 1           | 2014-2015 |                |                |                |                |                |                |                |                |       |
| 2ª       | Rai 1           | 2015-2016 |                |                |                |                |                |                |                |                |       |
| 3ª       | Rai 1           | 2016-2017 |                |                |                |                |                |                |                |                |       |
| 4ª       | Rai 1           | 2017-2018 |                |                |                |                |                |                |                |                |       |
| 5ª       | Rai 1           | 2018-2019 |                |                |                |                |                |                |                |                |       |
| 6ª       | Rai 1           | 2019-2020 |                |                |                |                |                |                |                |                |       |
| 7ª       | Rai 1           | 2020-2021 |                |                |                |                |                |                |                |                |       |
| 8ª       | Rai 1           | 2021-2022 |                |                |                |                |                |                |                |                |       |
| 9ª       | Rai 1           | 2022-2023 |                |                |                |                |                |                |                |                |       |
| 10ª      | Rai 1           | 2023-2024 |                |                |                |                |                |                |                |                |       |
| 11ª      | Rai 1           | 2024-2025 |                |                |                |                |                |                |                |                |       |

## Spin-off
Trasmissione in onda dal 2018 su Rai 1 dedicata al settore cardiochirurgico, condotta da Vira Carbone.